# George O. Curme
George Oliver Curme Junior (* 24. Dezember 1888 in Mount Vernon, Iowa; † 28. Juli 1976 in Oak Bluffs, Massachusetts) war ein US-amerikanischer Chemiker. Er gilt als Pionier der industriellen Erdölchemie.
Curme wurde 1913 an der University of Chicago in Chemie promoviert und studierte dann bis zum Ausbruch des Ersten Weltkriegs bei Fritz Haber, Walther Nernst und Emil Fischer in Berlin. Er ging als Industriechemiker an das Mellon Institute of Industrial Research in Chicago, das von der Prest-O-Light Company einen Forschungsauftrag zur industriellen Erzeugung von Acetylen für Lampen erhalten hatte. Curme fand eine Methode der Erzeugung mit einem Lichtbogen, wobei auch Ethylen entstand, für das er nach Anwendungsmöglichkeiten suchte. Schließlich fand er diese in der Synthese von Ethylenglycol, das als Frostschutzmittel Verwendung fand. Als Prest-O-Light 1917 von Union Carbide übernommen wurde, wandte er sich der Herstellung von Ethylen aus Ethen, das bis dahin als Abfallprodukt des Crackens von Erdöl angesehen wurde, zu. Union Carbide gründete 1920 die Tochterfirma Carbide and Carbon Chemical Company und erwarb eine Ölraffinerie in Clendenin, West Virginia, wo die Produktion von Ethylen und Glykolethylen begann.
1944 wurde Curme Vizepräsident für Forschung bei Union Carbide.
1935 erhielt er die Perkin Medal, 1944 die Willard Gibbs Medal und 1936 die Elliott Cresson Medal. 1954 erhielt er die University of Chicago Alumni Medal. Er war Mitglied der National Academy of Sciences.